# Ilusión (canción de Julieta Venegas)
Ilusión (en portugués: Ilusão) es una canción de la cantante y compositora mexicana Julieta Venegas de su primer álbum en vivo MTV Unplugged a dueto con la cantante brasileña Marisa Monte.

## Información
La canción fue escrita por Julieta Venegas en coautoría y ayudada por Marisa Monte y Arnaldo Antunes en la traducción al portugués. Fue presentada en su MTV Unplugged en 2008. La canción tiene algunas partes en español y otras en portugués.
Esta canción fue de las más populares de su álbum en Brasil gracias a su colaboración con Marisa.
En 2011 fue relanzada y aparece en el álbum en vivo de Marisa Monte iTunes Live from São Paulo en una presentación en vivo en el Hotel Unique de São Paulo junto a Julieta Venegas.